# Hidropesia fetal
La hidropesia fetal (o hydrops fetalis) és una afecció al fetus caracteritzada per una acumulació de líquid, o edema, almenys en dos compartiments fetals. En comparació, la hidropesia al·lantoide o la hidropesia amniòtica (polihidràmnios) són una acumulació de líquid excessiu a l'al·lantoide o a l'espai amniòtic, respectivament.

## Etiologia
Hi ha dos tipus d'hidropesia fetal: immunitària i no immunitària. El tipus dependrà de la causa de la presència del líquid anormal.

### Hidropesia immunitària
Pot desenvolupar-se quan hi ha una incompatibilitat del sistema Rh (negatiu) de la mare i el Rh (positiu) del fetus. Aquesta incompatibilitat ocasiona una reacció del sistema immunitari: els anticossos de la mare provoquen la destrucció dels glòbuls vermells del fetus. Això provoca anèmia, que els òrgans del nadó no són capaços de compensar; aquest pot desenvolupar hidropesia, que indica que el cor comença a patir insuficiència. A més, grans quantitats de líquid s'acumulen en els teixits i òrgans fetals.
Afortunadament, aquest problema ha disminuït molt amb el tractament amb immunoglobulina Rh en dones amb factor Rh negatiu. L'al·loimmunització al grup antigènic Kell/Cellano és una altra causa, molt infreqüent, d'hidropesia fetal immunitària. El tractament és similar al de la malaltia hemolìtica Rh.

### Hidropesia no immunitària
És el tipus més freqüent. Té una prevalença estimada entre la població general d'1 cas/2500–3500 nounats i 1 cas/1600–7000 fetus. Es defineix com l'acumulació de líquid a la pell i a cavitats corporals (embassament pericardíac, pleural o ascites), sense l'existència de anticossos circulants dirigits contra antígens eritrocitàris. És una condició amb pronòstic variable segons l'edat gestacional originada per un grup molt heterogeni de patologies, amb una taxa de mortalitat perinatal que oscil·la entre el 50 i el 98 per cent, segons la seva etiopatogènia. Molt poques vegades, aquest tipus d'hydrops es resol espontàniament.
Entre les malalties o complicacions que s'associen a la hidropesia no immunitària hi ha: anèmies greus, infeccions congènites, malaltia de Gaucher perinatal, sialidosi (una malaltia per dipòsit lisosòmic) infantil, mucopolisacaridosi tipus VII, hemorràgia maternofetal massiva, preeclàmpsia, peritonitis meconial, afeccions pulmonars o cardíaques, anomalies cromosòmiques o defectes congènits i malalties hepàtiques, entre d'altres.

### Altres causes
També pot deure's a un defecte genètic en la síntesi de la cadena alpha de l'hemoglobina, que resulta letal. Quan es presenta el fenotip homozigot alpha zero, en el qual cap de les dues globines alpha s'expressa. Provoca hipòxia interuterina, hepatomegàlia i esplenomegàlia, insuficiència renal, augment de la bilirubina i s'acaba amb la mort fetal.

## Símptomes

### Símptomes durant l'embaràs
- Quantitats anormals de líquid amniòtic.
- Placenta de dimensions superiors a les normals.[27]
- Arrítmia fetal.[28]
- La ecografia del fetus mostra un augment de mida del fetge, melsa o cor i pulmons del fetus.[29]

### Símptomes després del naixement
- Color pàlid.
- Edema general greu, especialment a l'abdomen del nadó.[30]
- Embassament pleural.
- Augment de la mida del fetge i la melsa.
- Dificultats respiratòries.

Els símptomes de la hidropesia fetal poden assemblar-se a les d'altres afeccions o problemes mèdics. Sempre cal consultar al metge per obtenir un diagnòstic.